# New Prophecy
The New Prophecy es el nombre del primer EP presentado por el dúo Baby Rasta & Gringo. Fue lanzado en 1997 de manera independiente y contó con la canción «Competir contra mi es difícil».
Lanzaron la reedición del EP con 17 canciones nuevas, donde los cantantes tuvieron participaciones solo en 10 canciones, por lo que se convirtió en el primer álbum como productores de los cantantes, la cual fue publicada el 28 de julio de 1998 por The House Of Music y además contó con la nueva versión de la canción «Tengo una punto 40», la cual se hizo conocida en Puerto Rico.

## Lista de canciones

### Edición estándar (1997)
| N.º   | Título                          | Duración |  |
| 1.    | «Competir contra mi es difícil» | 4:04     |  |
| 2.    | «Sabes que tengo el estilo»     | 5:30     |  |
| 3.    | «Necesito una contestación»     | 3:04     |  |
| 4.    | «No te duermas en las pajas»    | 4:04     |  |
| 5.    | «Guerra no quiero más»          | 5:00     |  |
| 6.    | «Introducción»                  | 3:23     |  |
| 25:02 |                                 |          |  |

### Reedición (1998)
| N.º   | Título                                                   | Duración |  |
| 1.    | «Intro»                                                  | 3:23     |  |
| 2.    | «Sabes que tengo el estilo»                              | 5:30     |  |
| 3.    | «Competir contra mi es difícil»                          | 4:04     |  |
| 4.    | «Necesito una contestacion»                              | 3:04     |  |
| 5.    | «Tengo una punto 40»                                     | 2:40     |  |
| 6.    | «No te duermas en las pajas»                             | 4:04     |  |
| 7.    | «Guerra no quiero más»                                   | 5:00     |  |
| 8.    | «Improvisando»                                           | 2:06     |  |
| 9.    | «La venganza» (Solo por Baby Rasta)                      | 2:52     |  |
| 10.   | «El ataque» (Solo por Gringo)                            | 1:55     |  |
| 11.   | «Es el barraco» (Solo por Mr. Notty)                     | 1:51     |  |
| 12.   | «Dime tú» (Solo por Gringo con Bebe)                     | 1:54     |  |
| 13.   | «¿Quién es?» (Solo por Duke)                             | 2:34     |  |
| 14.   | «Plasta eres tú» (Solo por Baby Rasta con Prieto Valdes) | 1:56     |  |
| 15.   | «Ten cuidado» (Solo por Baby Rasta con Camalion)         | 1:30     |  |
| 16.   | «Llegaron los dementes» (Solo por Memo & Vale)           | 1:37     |  |
| 17.   | «Ha llegado» (Solo por Gringo con Alexis)                | 1:36     |  |
| 18.   | «Para los que no tienen palabra» (Solo por Javi The Kid) | 2:43     |  |
| 19.   | «Muchos se preguntan» (Solo por Cavalucci)               | 1:35     |  |
| 20.   | «Reggae muffin style» (Solo por Mr. Biggie & Baby Ranks) | 1:20     |  |
| 21.   | «Ya llegó Abdiel» (Solo por Abdiel)                      | 1:23     |  |
| 22.   | «Reza, reza» (Solo por Nieto & Faze con Gringo)          | 2:51     |  |
| 23.   | «Radio version»                                          | 3:55     |  |
| 61:18 |                                                          |          |  |